# Ultraviolence
Ultraviolence és el segon àlbum d'estudi de la cantautora nord-americana Lana Del Rey, publicat el 13 de juny de 2014, per UMG Recordings. Malgrat al principi rebutjar la possibilitat de publicar un altre àlbum després del seu debut Born to Die (2012), Del Rey va començar a planejar el seu segon àlbum el 2013. La producció va seguir durant el 2014, col·laborant amb Dan Auerbach per a retocar el què ella inicialment considerava un àlbum acabat. El projecte va comptar amb contribucions addicionals de productors que inclouen Paul Epworth, Greg Kurstin, Daniel Heath, i Rick Nowels, i presenta un so molt trist, més basat en guitarra que els àlbums anteriors de Del Rey.
Ultraviolence va rebre valoracions positives de crítics de música. Va debutar al número 1 a les llistes Billboard 200, esdevenint el primer número 1 de Del Rey. Ultraviolence va ser precedit per la publicació digital de cinc singles, "West Coast", "Shades of Cool", "Ultraviolence", "Brooklyn Baby" i "Black Beauty". El maig del 2015, Del Rey va embarcar en la gira The Endless Summer Tour, presentant espectacles en directe amb Courtney Amor i Grimes, per donar suport l'àlbum.

## Antecedents i producció
Després de la publicació de Born to Die el 2012, Del Rey va rebutjar la idea de publicar un altre àlbum, perquè amb el primer "ja va dir tot el que volia dir". Tanmateix, el febrer 2013, Del Rey va dir que havia començat feina en un nou d'àlbum, "és una mica més despullat de música, però segueix sent cinematogràfic i fosc. Hi he estat treballant molt a poc a poc però m'encanta tot el que he fet. He estat escrivint a Santa Mònica i sé com sona el disc. Ara jo només cal acabar-ho. Musicalment he treballat amb els mateixos tres nois de sempre". Va esmentar que una de les cançons de l'àlbum es diria "Black Beauty". Quan la versió demo es va filtrar el juliol, Del Rey va declarar "em sento descoratjada, sí. Realment no sé què posar al disc. Però suposo que podria posar-la i veure què passa. Cada vegada que escric... Mai escriuré una cançó si no crec que serà perfecta per al disc." També va declarar que va treballar amb Dan Heath i el seu llavors xicot Barrie-James O'Neill.
A l'octubre, Del Rey va dir sobre la perspectiva d'un nou àlbum: "Quan la gent em pregunta sobre això, només he de ser sincera, realment no ho sé. No vull dir: "Sí, definitivament, el següent és millor que aquest", perquè realment no veig el següent. La meva musa és molt voluble. Només em ve de vegades, cosa que és molesta".
En el llançament d'Ultraviolence, va reafirmar la seva reticència a fer un altre àlbum, dient: "Vull dir, encara em sento així, però amb aquest àlbum em va semblar menys que hagués de fer una crònica dels meus viatges i més com si pogués explicar-ne fragments. En el meu passat recent, això em va fer sentir emocionant".

## Composició
El so de Ultraviolence va ser caracteritzat com a rock psicodèlic, dream pop, desert rock i amb alguns elements de blues rock, soft rock i indie rock.
La primera cançó de l'àlbum, "Cruel World", és la cançó més llarga de l'àlbum, arribant a quasi set minuts. És la segona cançó més llarga de Del Rey, després dels gairebé deu minuts de "Venice Bitch", de Norman Fucking Rockwell!. Una cançó de separació i desamor, amb guitarres de rock d'estil anys 70 i reverb, Del Rey la considera com la seva cançó preferida de l'àlbum. En la cançó principal, "Ultraviolence", Del Rey directament referencia la cançó de The Crystals "He Hit Me (and It Felt like a Kiss)" a la tornada. "Shades of Cool" va ser descrita per Consequence of Sound com "una balada lenta i lleugerament ombrívola marcata per guitarres reverberades, atmosfera lleu, i la veu de Del Rey que alterna entre un murmuri silenciós i un efímer plor".
A més, Del Rey va dir que va escriure "Brooklyn Baby" amb Lou Reed en ment. De fet, estava planejat que ella treballés amb ell. Amb tot, el mateix dia que ella va arribar a Nova York per gravar-la amb ell, va morir. És referenciat a la cançó a la línia "I el meu xicot està en una banda / ell toca la guitarra mentre jo canto Lou Reed".

## Publicació i promoció
Durant l'estrena del seu curtmetratge Tropico el 4 de desembre de 2013, Del Rey va explicar al públic que "realment volia que estiguéssim tots junts per poder tancar visualment el meu capítol [del seu àlbum Born to Die (2012) i el consegüent Paradise (2012)] abans de publicar el nou disc, Ultraviolence". Els periodistes van identificar la frase de la novel·la distòpica d'Anthony Burgess' A Clockwork Orange (1962), tot i que els informes inicials no tenien clar si el títol seria d'una sola paraula, "Ultraviolence", o dues, "Ultra Violence". El febrer de 2014, va esmentar la possibilitat de publicar l'àlbum el dia 1 maig, tot i que durant el seu concert a Montreal el 5 de maig va declarar que el projecte seria publicat el mes següent.
El 8 de maig, Del Rey va anunciar la llista de cançons per a la versió estàndard d'11 cançons i la versió deluxe de 14, d'Ultraviolence. La portada de l'àlbum en blanc i negre mostra a Del Rey vestida amb una samarreta blanca i un sostenidor blanc sense tirants mentre es recolza contra el seu Mercedes-Benz 380SL; el títol "Ultraviolence" es col·loca sota la seva imatge en una tipografia en majúscules, semblant a les portades de Born to Die i Paradise. Va estar disponible a través dels formats tradicionals de CD, descàrrega digital i vinil, i es va distribuir addicionalment en una box set de diverses peces: inclou el disc deluxe en disc compacte i en una col·lecció de vinils de dues peces, i s'empaqueta amb quatre targetes d'art fotogràfic. La cadena de roba Urban Outfitters va oferir una versió exclusiva de vinil de la versió estàndard d'Ultraviolence, presentant una portada alternativa que representa un primer pla del genoll de Del Rey amb texans trencats mentre sosté un fil solt de tela del denim trencat.
Abans del llançament de l'àlbum, Del Rey va anunciar una gira de concerts per Amèrica del Nord, així com actuacions en diversos festivals europeus. Del Rey va rebre atenció per adoptar un enfocament de "menys és més" per promocionar l'àlbum. No va promocionar l'àlbum amb actuacions de televisió o entrevistes, sinó que es va basar en un parell d'entrevistes impreses, vídeos musicals i xarxes socials. Al setembre, va cancel·lar primer dos concerts privats per a Virgin Radio a París, i després les dates restants de la seva gira europea per motius mèdics. Del Rey va reprendre la seva gira a principis d'octubre amb un plató a l'Austin City Limits Music Festival i va ser titular a Ciutat de Mèxic i Monterrey entre el 6 i el 9 d'octubre i al Hollywood Forever Cemetery els dies 17 i 18 d'octubre. Del Rey va anunciar la seva gira The Endless Summer Tour l'1 de desembre de 2014, que va encapçalar amb la vocalista punk Courtney Love, antiga líder de la banda de rock alternatiu Hole.

## Crítiques professionals
Ultraviolence va rebre una resposta crítica positiva després del seu llançament. Segons l'agregador de ressenyes Metacritic, que assigna una puntuació normalitzada sobre 100 a les crítiques dels principals crítics, l'àlbum té una puntuació mitjana de 74 sobre 100 basada en 35 crítiques, la qual cosa indica "crítiques favorables". Això fa que Ultraviolence sigui el sisè àlbum millor ressenyat de Del Rey, després de Norman Fucking Rockwell!, Chemtrails over the Country Club, Blue Banisters, Honeymoon i Lust for Life.
L'escriptor de The Guardian Alexis Petridis va escriure que "cada tornada fa clic, les melodies són uniformement belles, i s'eleven i s'enfonsen, per demostrar millor l'augment de la confiança de Del Rey en la seva veu. Està tan ben fet que el fet que tot l'àlbum continuï a el mateix, el ritme de sonambulància amb prou feines importa". Tony Clayton-Lea de The Irish Times va assenyalar: "El que sembla segur és que sigui el que sigui realment, o el que faci en el seu entorn escollit, Del Ray [sic] és el millor".
Mike Diver per a Clash va comentar: "Malgrat tots els seus màxims inspirats en els baixos, Ultraviolence no és del tot el panorama complet. Arriba a reflectir, encara que potser casualment, aquesta època: en blanc i negre, el color ha de provenir de l'actuació, no la pel·lícula on està captada". El crític va considerar l'àlbum "bellesa contusionada, a ben poc de ser un clàssic...". A The Independent l'àlbum va obtenir un 3 sobre 5 i el crític Hugh Montgomery va dir: "Ultraviolence és més del mateix, però menys. Hi ha una barreja quasi transgressora de passivitat sense esperança i sexualitat coqueta que recorre les cançons".

## Èxit comercial
El 18 de juny de 2014, Billboard va calcular que Ultraviolence hauria venut aproximadament 175,000–180,000 còpies durant la primera setmana de la seva publicació als Estats Units. L'àlbum debutat a numerar 1 en el Billboard 200, amb vendes de 182,000. Després de dues setmanes, Ultraviolence va vendre més de 220.000 còpies als EUA; en el moment del llançament, tenia el rècord del debut de vendes d'àlbums més gran d'una artista femenina el 2014, fins que va ser superat per Taylor Swift de 1989 al novembre.
En general, Ultraviolence va debutar al número 1 en 12 països, inclòs el Regne Unit, convertint-se en el seu segon àlbum número 1 consecutiu, després de Born to Die. Ultraviolence va ser certificat d'or a Canadà el 25 de juny de 2014. L'àlbum va vendre més de 880,000 còpies a tot el món en la seva primera setmana, i 1 milió de còpies a tot el món dins el primer mes de publicació. L'agost de 2014, l'àlbum va ser certificat or també tant al Regne Unit com Austràlia.

## Llista de cançons
| 1.            | «Cruel World»                 | Dan Auerbach                             | 6:39  |
| 2.            | «Ultraviolence»               | Auerbach                                 | 4:11  |
| 3.            | «Shades of Cool»              | Auerbach                                 | 5:42  |
| 4.            | «Brooklyn Baby»               | Auerbach                                 | 5:51  |
| 5.            | «West Coast»                  | Auerbach                                 | 4:16  |
| 6.            | «Sad Girl»                    | Auerbach Rick Nowels [a]                 | 5:17  |
| 7.            | «Pretty When You Cry»         | Lana Del Rey Blake Stranathan Lee Foster | 3:54  |
| 8.            | «Money Power Glory»           | Greg Kurstin                             | 4:30  |
| 9.            | «Fucked My Way Up to the Top» | Auerbach                                 | 3:32  |
| 10.           | «Old Money»                   | Daniel Heath                             | 4:31  |
| 11.           | «The Other Woman»             | Auerbach                                 | 3:01  |
| Durada total: | Durada total:                 | Durada total:                            | 51:24 |

| 12.           | «Black Beauty»   | Paul Epworth Nowels [a] | 5:14  |
| 13.           | «Guns and Roses» | Grant Nowels Foster     | 4:30  |
| 14.           | «Florida Kilos»  | Auerbach                | 4:14  |
| Durada total: | Durada total:    | Durada total:           | 65:22 |